# Incunabula Short Title Catalogue

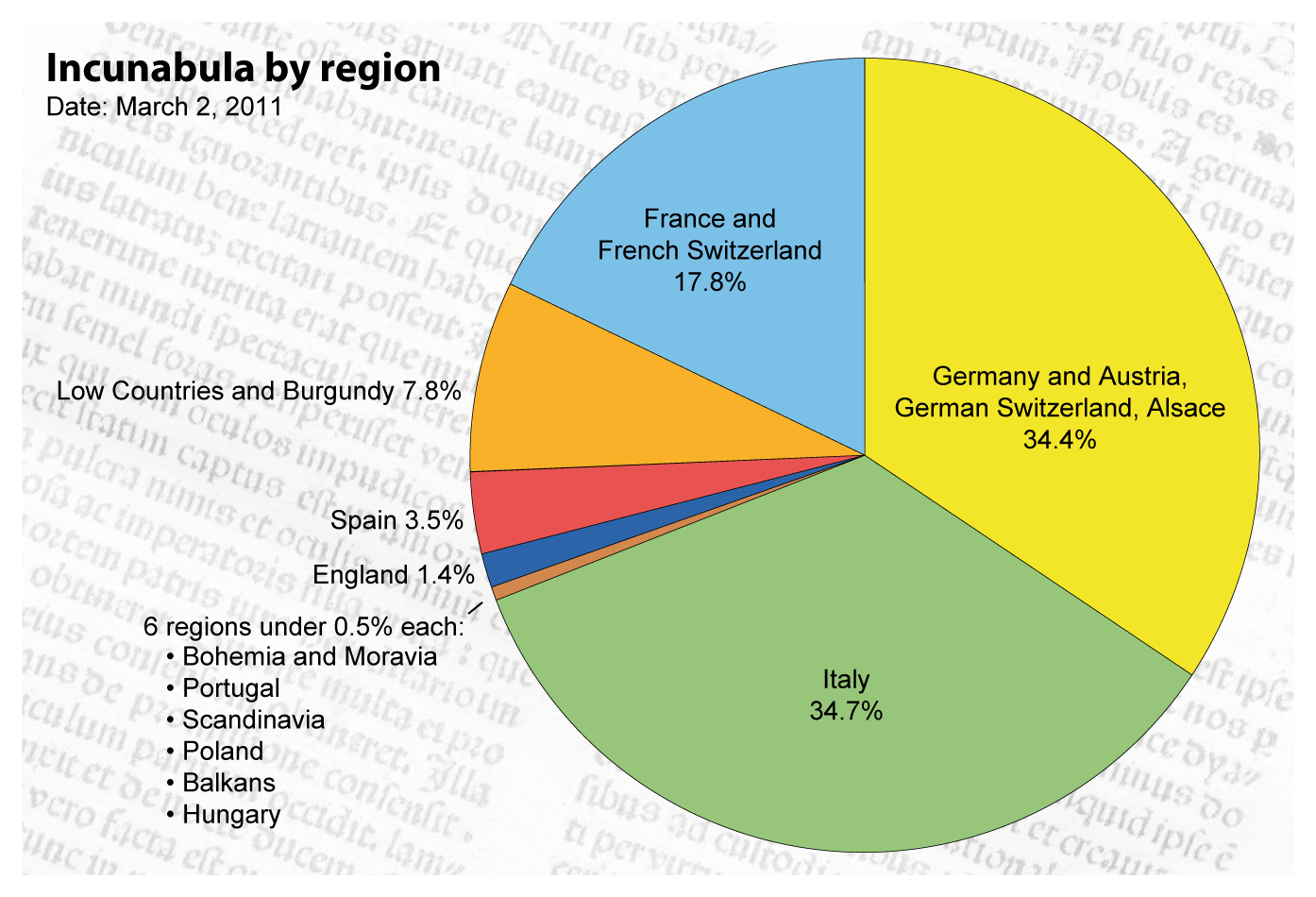
Incunabuli nel ISTC per regione

L'Incunabula Short Title Catalog (ISTC) è un database bibliografico gestito dalla British Library che ha l'obiettivo di censire tutti gli incunaboli noti. L'ISTC riporta le informazioni proprie di un record bibliografico, ampliate con l'indicazione delle singole edizioni e delle copie note, suddivise per luogo di pubblicazione o conservazione.
Ad agosto del 2016 conteneva più di 30.000 edizioni di cui molte furono riattribuite dal XV al XVI secolo.

## Storia
Uno dei primi tentativi di realizzare un catalogo universale delle stampe del XV secolo risale agli Annales Typographici ab Artis Inventae Origine ad annum MD di Georg Wolfgang Panzer (pubblicati dal 1793 al 1797) e al Repertorium Bibliographicum di Ludwig Hain, edito nel 1822. Il lavoro di Hain fu successivamente poi completato dal supplemento Copinger e dalle appendici di Reichling, che fecero da apriprista per la realizzazione del Gesamtkatalog der Wiegendrucke (nel 1925), il catalogo più completo di incunaboli allora esistente che presentava un dettaglio di informazioni più approfondite dell'ISTC, e che ha subito un significativo rallentamento dell'opera di catalogazione negli ultimi decenni.
L'ISTC è stato creato per stabilire un sistema di catalogazione degli incunaboli sufficiente al punto da renderne possibile una rapida espansione espandersi rapidamente, riportando in primo piano l'obiettivo l'obbiettivo di avere un catalogo completo. L'ISTC adottò uno standard bibliografico per tutte le voci al fine di poter migrare i contenuti all'interno di un  database informatico gestibile dai processori elettronici in modo efficiente.
Il progetto ISTC fu avviato nel 1980 sotto la direzione di Lotte Hellinga della British Library. L'Incunabula in American Libraries, pubblicato da Frederick R. Goff sette anni prima, fu il primo catalogo a essere integrato nell'ISTC che, oltre alle 12.900 voci, ne ereditò anche il sistema di classificazione delle informazioni degli incunaboli. Seguirono l'inserimento delle voci per gli incunaboli della British Library e dell'Indice Generale degli Incunaboli, e quindi di altri cataloghi nazionali.

## Record
I registri ISTC conservano molte caratteristiche dei registri del censimento di Goff. Ogni record rappresenta un'edizione di un'opera. Informazioni come autore, titolo, stampatore, luogo di stampa, anno di stampa, lingua e formato vengono inseriti all'interno di campi distinti ricercabili da un computer.
Le voci del catalogo seguono un modello standard, per facilitare l'indicizzazione e l'accesso, che include la definizioni di nomi standard per identificare univocamente autori e tipografi, un problema importante in un'epoca nella quale il nome latino e quello volgarizzato erano di fatto divenuti intercambiabili, e l'inglese contemporaneo per tracciare i nomi dei luoghi. Le date sono ridotte agli anni convenzionali, ove possibile.

## Ambito e copertura
Secondo i numeri dell'ISTC, all'8 gennaio 2008 erano censite 29.777 edizioni, di cui il 19% circa appartenenti al A Catalogue of Books Printed in the Fifteenth Century now in the Bodleian Library (citato come Bod-Inc). Di questi 27.460 sono voci relative a incunaboli, a fronte di una (ri)produzione stimata nel XVI secolo pari a 28.000 unità. Sebbene l'obbiettivo della copertura totale sembri vicino, il censimento delle poche centinaia di edizioni mancanti presenta particolari, poiché le opere sarebbero sparse in luoghi sperduti in molti paesi, privando i bibliografi di qualsiasi possibilità di ricerca a meno di "frugare dappertutto".
L'ISTC è ineguagliato in termini di copertura, ma offre una granularità delle informazioni inferiore a quella del Gesamtkatalog der Wiegendrucke o di altri cataloghi online. Un altro punto di forza dell'ISTC è quello di essere un catalogo interbibliotecario e un metamotore di ricerca che collega altre collezioni e basi di dati bibliografiche esterni, per produrre una database delle edizioni di un determinato titolo. Al record dell'edizione è associato l'elenco delle copie esistenti di cui è confermata l'esistenza di un  collocazione bibliotecaria, unitamente ad eventuali brevi note.
In generale, l'ISTC copre solo le edizioni esistenti, sebbene esistano registrazioni di alcune opere documentate a sufficienza primachè risultino dalle "fonti storiche" essere state bruciate o andate smarrite nel corso di diverse calamità.
Nel 1998 è stata resa disponibile un'edizione illustrata dell'ISTC su CD-ROM. Le illustrazioni forniscono importanti informazioni sul layout, il formato e il tipo di stampa di un libro. Le immagini rappresentano campioni di ciascun testo anziché il testo completo.